# NRP João Coutinho
O NRP João Coutinho'' (número de amura F475) é uma corveta da classe João Coutinho.
A Corveta João Coutinho foi o primeiro do projecto nacional de seis navios, da autoria do Engenheiro Construtor Naval Rogério Silva Duarte Geral d'Oliveira.
A construção dos três primeiros teve lugar nos estaleiros Blohm + Voss na Alemanha, e os outros três na empresa Nacional Bazan de Construções Navais Militares em Espanha.
Foi lançado à água a 7 de Março de 1970, e batizado em homenagem a João de Azevedo Coutinho.

## História
- A 1970-03-07 o navio foi lançado à água a 7 de Março de 1970.[1]
- A 2010-03-17 a guarnição do NRP João Coutinho festejou em Ponta Delgada o 40º aniversário do navio.[2]

- A 2014-02-11 foi noticiado que a Marinha previa abater durante 2014 dois navios: o NRP João Coutinho e o NRP Afonso Cerqueira, na sequência da entrega do NRP Viana do Castelo e NRP Figueira da Foz.[3]

- A 2014-08-14 o NRP João Coutinho deu início à sua última missão, após 44 anos de serviço e tendo somado mais de 60 mil horas de navegação.[1]